# Família terapêutica de bonecos

## O brincar com os pequenos bonecos de pano flexíveis
Cabe aos pequenos bonecos flexíveis uma grande variedade de tarefas na idade escolar, mais especialmente entre sete e doze anos. A casinha de bonecas com a correspondente família flexível permite, como já vimos anteriormente, que a criança se familiarize com as relações sociais. Mesmo quando sua própria família apresentar algumas particularidades, como por exemplo, pais separados ou avós falecidos.
No brincar com os bonecos pode ser vivenciada a totalidade da família. Isto terá uma atuação complementar positiva sobre a criança.Pode-se perfeitamente dizer à criança que há famílias de todos os tipos, que em algumas faltam o pai, noutras os avós, podemos mostrar que o número de filhos é variável, no entanto, esta percepção durante o brincar é vivenciada com maior naturalidade, sem necessidade de intelectualização. Também pode a criança durante a brincadeira fazer "desaparecer" o pai, a mãe ou um irmãozinho.
Todos estes gestos da criança no brincar servirão como material a ser observado pelo terapeuta. Em conversas com adultos sobre este tipo de brincadeira, muitas vezes é colocado o temor que o brincar com bonecas reproduza esquemas sociais e fixe funções. Questiona-se o porque a mãe deve cozinhar e o homem consertar o carro. Perguntam se isso tudo não poderia ser diferente. É obvio que sim. A mulher pode ser motorista de caminhão e o homem professor de jardim-de-infância. Hoje em dia, ninguém tem algo contra este tipo de escolha de emprego e as decisões são livres.
Porém, no brincar de casinha, naturalmente os arquétipos femininos e masculinos são mantidos pelas crianças. As situações que fogem aos modelos, são especialmente apresentadas durante o brincar que, desta forma, torna-se um instrumento da fala da criança. Uma das características essenciais do brincar de casinhas com a família de pano flexível é a não diretividade da ação. Isto significa que a criança, na relação com o psicopedagogo no consultório, é quem tem melhores condições de dirigir o processo terapêutico, selecionando dentre as suas vivências aquelas que necessitam ser trabalhadas e resignificadas. Assim, o brincar torna-se livre e o terapeuta pode exercitar sua escuta. O que reforça ainda mais a importância para a atuação psicopedagógica destes pequenos bonecos de pano. É o que poderemos constatar no próximo item, quando falaremos sobre a atividade lúdica geral do consultório psicopedagógico e, em particular, do brincar terapêutico com a família de pano.
Nota: algumas informações foram adaptadas do livro “Minha Querida Boneca”.

## O atividade lúdica no consultório psicopedagógico
Neste item, usaremos como principal referencial o livro "Psicopedagogia clínica: uma visão diagnóstica". No livro, Weiss fala que, de uma forma geral, todo profissional que trabalha com crianças sente que é indispensável haver um espaço e tempo para a criança brincar e assim melhor se comunicar, se revelar. Dá como exemplo o médico que cria jogos, o professor que possibilita situações lúdicas em sala de aula e até comenta sobre o vendedor que provoca uma brincadeira com o comprador-mirim. Dá estes exemplos para ilustrar que no trabalho psicopedagógico, tanto no diagnóstico como no tratamento também o profissional sente necessidade do brincar "Empregamos a palavra lúdico ao longo do texto no sentido do processo de 'jogar', 'brincar', 'representar' e 'dramatizar' como condutas semelhantes na vida infantil [...]" (Idem, p. 58-59). E continua, mostrando como  o brincar é vantajoso para o trabalho em consultório:
Criar uma atmosfera de brincadeira durante a terapia não tem só o objetivo de divertir, é vantajoso porque a criança tem a possibilidade de investir ativamente, de explorar a atividade e o ambiente com maior sucesso, uma vez que esse é estruturado para tal, permitindo a criança tornar-se madura e capaz de organizar de maneira eficiente à informação sensorial, aumentando sua autoconfiança e auto-estima o que, conseqüentemente, irá ajudá-la a desempenhar seu papel ocupacional, que o do brincar (Idem, p. 59).
Weiss cita muitas vezes Donald Woods Winnicott, falando do espaço transicional, e afirma que é neste espaço transicional (criança-outro; indivíduo-meio) que se dá a aprendizagem, onde simbolicamente se encontram o mundo interno (psíquismo) e a Realidade externa. E conclui dizendo que, por essa razão, o processo lúdico é fundamental no trabalho psicopedagógico. Fala que as situações lúdicas no consultório permitem compreender o funcionamento dos processos cognitivos e afetivo-sociais em suas interferências mútuas, no  Modelo de Aprendizagem do paciente. Além disso, possibilita ao terapeuta a construção de sua forma própria de agir. A idéia que apresentamos no início, de que o brincar é tanto diagnóstico, como terapêutico é reforçada por Weiss.
Ao se abrir um espaço de brincar durante o diagnóstico, já se está possibilitando um movimento na direção da saúde, da cura, pois brincar é "universal e saudável". Rompe-se assim a fronteira entre o diagnóstico e o tratamento, já que o próprio diagnóstico passa a ter um caráter terapêutico [...] A sessão lúdica diagnóstica distingue-se da terapêutica porque nessa o processo de brincar ocorre espontaneamente, enquanto que na diagnóstica há limites mais definidos. Nesta última podem ser feitas intervenções provocadoras e limitadoras para se observar a reação da criança: se aceita ou não as propostas, se revela como quer ou pode brincar naquela situação, como resiste às frustrações, como elabora desafios e mudanças propostas na situação, etc. (Idem).
Os pequenos bonecos de pano flexíveis, representando membros de uma família, são utilizados na clínica tanto para as vivências ludodiagnósticas quanto ludoterapêuticas. De uma forma geral, o uso de brinquedos do ponto de vista psicopedagógico, necessita da percepção do contexto em que se encontram inseridos. É preciso que o psicopedagogo identifique a matriz simbólica anterior do objeto, para entender melhor as necessidades e dificuldades mais imediatas dos alunos. Bonecos não são objetos que trazem um saber pronto e acabado. Ao contrário, eles são objetos que trazem um saber em potencial. Este saber potencial pode ou não ser ativado pela criança. Isso porque o sistema simbólico e imaginário do aluno é único, não se devendo lidar com ele a partir de esquemas generalizadores.
Como vimos, na construção e sistematização do conhecimento psicopedagógico, muito se terá de investigar sobre o uso do brinquedo no consultório. Aqui, com a ajuda de Weiss, foi dado um parecer geral do tema, mas ainda há muito que se aprofundar.

## Indicações de Leitura
- ANDERS, Ursula. O brincar como primeiro experimento do mundo e como linguagem da criança. Elternbrief, 1982 Disponível em www.jardimdasamoras.com.br, último acesso em 11 de outubro de 2009.

- AXLINE, Virginia. Ludoterapia. Belo Horizonte: Interlivros, 1984.

- BROUGÈRE, Gilles. Brinquedo e cultura.  5. ed. São Paulo: Cortez, 2004.

- CURI, Lucinina Moreira. O Brincar e a Integração Sensorial. [S.l.] Crescer, 2005.

- DORFMAN, Eliane. Ludoterapia. In: ROGERS, Carl R. Terapia Centrada na Cliente São Paulo: Martins Fontes, 1992. p. 268-317.

- FERNÁNDEZ, Alicia. Os idiomas do aprendente: Análise das modalidades ensinantes com famílias, escolas e meios de comunicação. Porto Alegre: Artmed Editora, 2001.

- GRIZ, Maria das Graças Sobral. Avaliação psicopedagógica: verificação de talentos e potencialidades. [S.l.] Cepai, 2004.

- IGNÁCIO, Renate Keller. Criança Querida O dia-a-dia das creches e jardim-de-infância.2. ed. São Paulo: Editora Antroposófica, 1995. 112 p.

- MANSO, Tereza Cristina. A importância do brincar como facilitador do desenvolvimento. Varginha – MG, 2000. Disponível em www.psicopedagogia.com.br Acesso em 11 de outubro de 2009.

- RAPPAPORT, Clara Regina. Psicologia do desenvolvimento. São Paulo: EPU, 1981.

- Scheven, Karin Evelin. Minha Querida Boneca. São Paulo: FEWB, 2006.

- STEINER, Rudolf. A arte da educação baseada na compreensão do ser humano: ciclo de sete conferências pronunciadas em Torquay, Inglaterra, de 12 a 20 de agosto de 1924. Tradução de Rudolf Nobiling. São Paulo: Associação Pedagógica Rudolf Steiner, 1978.

- WEISS, Maria Lúcia Lemme. Psicopedagogia Clínica: uma visão diagnóstica. Porto Alegre, Artes Médicas, 1992.

- WINNICOTT, D.W. Donald Woods WinnicottO Brincar e a realidade. Rio de Janeiro: Imago Editora Ltda, 1975.

- Veiga, Ana Lygia Vieira Schil da. O BRINCAR NO CONSULTÓRIO PSICOPEDAGÓGICO: os pequenos bonecos da família flexível. Unis: Varginha, 2005.